# Belden Bullock
Belden Bullock (Boston, 26 december 1957) is een Amerikaanse jazzcontrabassist van de modernjazz.

## Biografie
Bullock begon aanvankelijk e-bas te spelen, voordat hij op 15-jarige leeftijd wisselde naar de contrabas. Hij studeerde van 1977 tot 1981 aan het Berklee College of Music en speelde tijdens de jaren 1980 in de bands van George Adams, Roy Haynes, Andrew Hill en Ahmad Jamal. Vanaf de jaren 1990 werkte hij o.a. met James Weidman, met Oliver Lake, tot wiens kwintet en String Project hij behoorde, bovendien met Greg Osby, Donald Harrison, Kevin Eubanks, James Spaulding, Talib Kibwe, Jay Hoggard en in het Ralph Peterson Fo'tet. Tot 2001 behoorde hij ook tot het Spirit of Life Ensemble. Sinds 1998 speelde hij met Abdullah Ibrahim (albums als African Magic, 2002, met Sipho Kunene; Sotho Blue, 2010), met wie hij o.a. ook optrad tijdens de Leverkusener Jazztage.
Als laatste trad Bullock op in New Yorkse jazzclubs als Smalls met muzikanten als Falkner Evans en Greg Murphy, op plaatselijk niveau o.a. met Stephen Fuller, John David Simon, Nick Verdi en met Macy Chen & The Pittman/Daniels Quartet. Bullock trad verder op in de tv-serie A Crime to Remember.

## Discografie
- 1995: Ralph Peterson Fo'tet: The Reclamation Project (Evidence Records)
- 1996: James Weidman, Belden Bullock, Marvin Smitty Smith: People Music (TCB Records)
- 1996: Oliver Lake Quintet: Dedicated to Dolphy (Black Saint)
- 1997: The Ralph Peterson Fo'tet: The Fo'tet Plays Monk (Evidence Records)
- 1997: The Oliver Lake String Project: Movement, Turns & Switches (Passin' Thru Records)
- 1999: Ralph Peterson Jr and The Fo'tet: Back to Stay
- 2000: Oliver Lake Quintet: Talkin' Stick (Passin' Thru Records)
- 2004: Ralph Peterson: The Fo'tet Augmented